# گاو دریایی هند غرب
گاو دریایی هند غرب گونه‌ای پستانداری آبزی از تیرهٔ تن‌موئیان و راستهٔ گاودریایی‌سانان است با بدنی خاکستری و تقریباً بدون مو که فاقد اندام حرکتی عقبی است و اندام حرکتی جلوی آن کوتاه و انعطاف‌پذیر است.
فرهنگستان زبان فارسی، نام علمی این جانور را به صورت گاو دریایی تن‌مویی دست‌باله‌ای (نام علمی: Trichechus manatus) ترجمه کرده است.